# Villefranche-de-Lonchat
Pour les articles homonymes, voir Villefranche.
Villefranche-de-Lonchat est une commune française située dans le département de la Dordogne, en région Nouvelle-Aquitaine.
De 1790 à 2015, la commune était le chef-lieu d'un canton.

## Géographie

### Communes limitrophes
Villefranche-de-Lonchat est limitrophe de cinq autres communes.
|        | Moulin-Neuf             | Saint-Martin-de-Gurson |
| Minzac | Villefranche-de-Lonchat | Carsac-de-Gurson       |
|        | Montpeyroux             |                        |

### Géologie et relief

#### Géologie
Situé sur la plaque nord du Bassin aquitain et bordé à son extrémité nord-est par une frange du Massif central, le département de la Dordogne présente une grande diversité géologique. Les terrains sont disposés en profondeur en strates régulières, témoins d'une sédimentation sur cette ancienne plate-forme marine. Le département peut ainsi être découpé sur le plan géologique en quatre gradins différenciés selon leur âge géologique. Villefranche-de-Lonchat est située dans le quatrième gradin à partir du nord-est, un plateau formé de dépôts siliceux-gréseux et de calcaires lacustres de l'ère tertiaire.
Les couches affleurantes sur le territoire communal sont constituées de formations superficielles du Quaternaire et de roches sédimentaires datant du Cénozoïque. La formation la plus ancienne, notée e7c-A, se compose de molasses du Fronsadais inférieur à moyen, à faciès argileux dominant (Priabonien supérieur continental). La formation la plus récente, notée CF, fait partie des formations superficielles de type colluvions indifférenciées sablo-argileuses et argilo-sableuses. Le descriptif de ces couches est détaillé dans  la feuille « no 805 - Sainte-Foy-la-Grande » de la carte géologique au 1/50 000 de la France métropolitaine, et sa notice associée.

Carte géologique de Villefranche-de-Lonchat.

#### Relief et paysages
Le département de la Dordogne se présente comme un vaste plateau incliné du nord-est (491 m, à la forêt de Vieillecour dans le Nontronnais, à Saint-Pierre-de-Frugie) au sud-ouest (2 m à Lamothe-Montravel). L'altitude du territoire communal varie quant à elle entre 27 mètres et 105 mètres,.
Dans le cadre de la Convention européenne du paysage entrée en vigueur en France le 1er juillet 2006, renforcée par la loi du 8 août 2016 pour la reconquête de la biodiversité, de la nature et des paysages, un atlas des paysages de la Dordogne a été élaboré sous maîtrise d’ouvrage de l’État et publié en octobre 2020. Les paysages du département s'organisent en huit unités paysagères,. La commune fait partie du Landais, au sein de l'unité de paysage « La Double et le Landais », deux plateaux ondulés, dont la pente générale descend de l'est vers l'ouest. À l'est, les altitudes atteignent ainsi les 200 m pour les plus élevées (206 m au sud de Vallereuil). Vers l'ouest, le relief s’adoucit et les altitudes maximales culminent autour des 100 mètres. Les paysages sont forestiers aux horizons limités, avec peu de repères, ponctués de clairières agricoles habitées.
La superficie cadastrale de la commune publiée par l'Insee, qui sert de référence dans toutes les statistiques, est de 14,98 km2,,. La superficie géographique, issue de la BD Topo, composante du Référentiel à grande échelle produit par l'IGN, est quant à elle de 15,23 km2.

### Hydrographie

#### Réseau hydrographique
La commune est située dans le bassin de la Dordogne au sein du Bassin Adour-Garonne. Elle est drainée par le Galant, le Lechout, l'Escuret, le ruisseau de la Lande et par divers petits cours d'eau, qui constituent un réseau hydrographique de 22 km de longueur totale,.
Le Galant, d'une longueur totale de 10,51 km, prend sa source dans la commune de Carsac-de-Gurson et se jette dans l'Isle en rive gauche, en limite de Ménesplet et de Moulin-Neuf, face au Pizou,. Il arrose la commune du sud-est au nord-est sur cinq kilomètres dont plus de quatre kilomètres en limite de Carsac-de-Gurson et de Saint-Martin-de-Gurson. Son affluent de rive gauche le ruisseau de la Lande prend sa source dans le nord-ouest de la commune qu'il arrose sur plus de deux kilomètres et demi, servant en majeutre partie de limite territoriale face à Minzac.
Le Lechout ou Léchou, affluent de la Lidoire, prend sa source au nord-ouest de la bastide de Villefranche-de-Lonchat et arrose le territoire communal sur près de trois kilomètres et demi dont près de deux kilomètres servent de limite naturelle face à Montpeyroux. Son affluent de rive droite l'Escuret borde la commune au sud-ouest sur trois kilomètres et demi face à Minzac et Montpeyroux.

Réseaux hydrographique et routier de Villefranche-de-Lonchat.
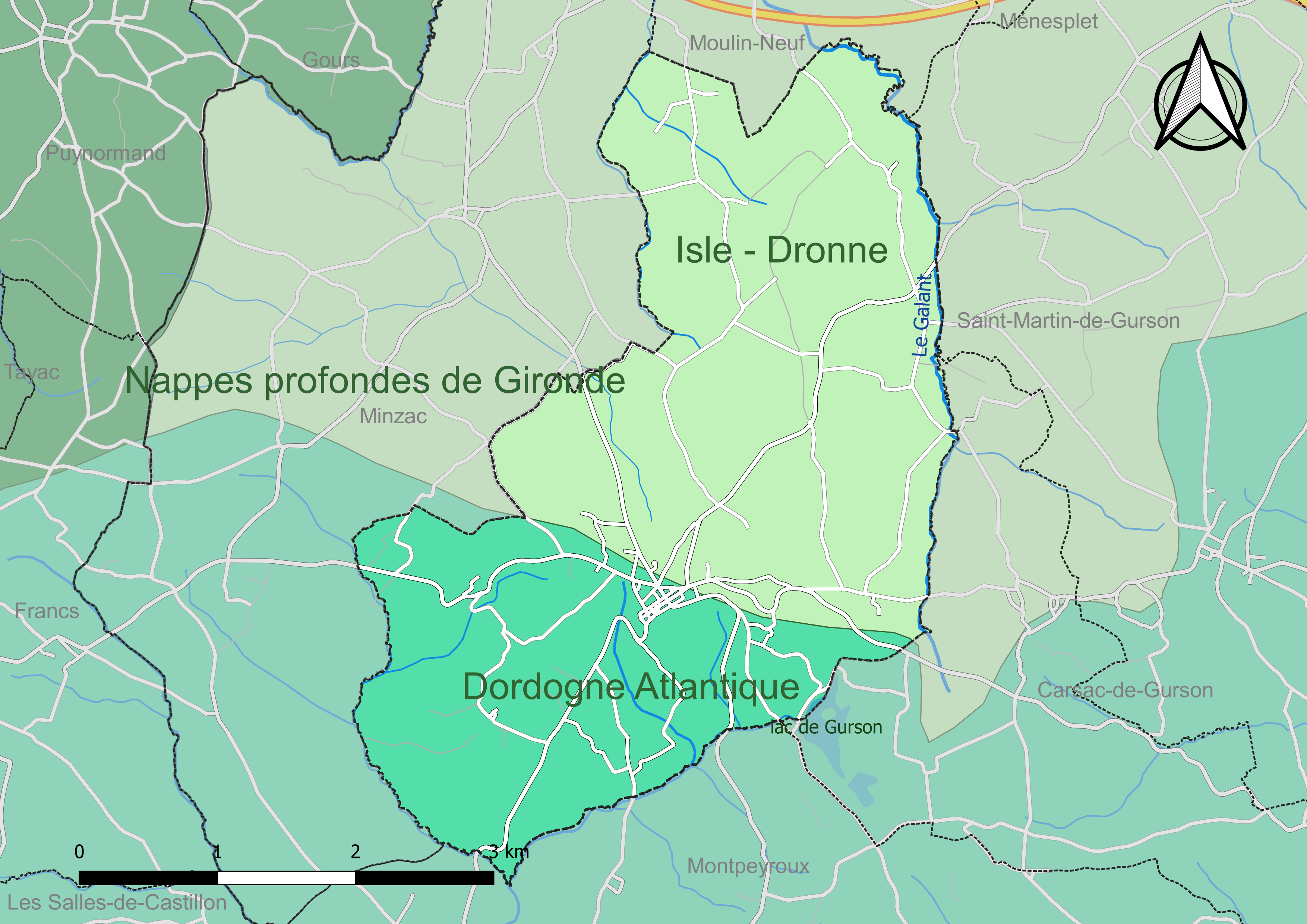
Carte des schémas d'aménagement et de gestion des eaux (SAGE) couvrant le territoire communal de Villefranche-de-Lonchat.

#### Gestion et qualité des eaux
Le territoire communal est couvert par les schémas d'aménagement et de gestion des eaux (SAGE) « Dordogne Atlantique » et « Isle - Dronne ». Le SAGE « Dordogne Atlantique », dont le territoire correspond au sous‐bassin le plus aval du bassin versant de la Dordogne (aval de la confluence Dordogne - Vézère)., d'une superficie de 2 700 km2 est en cours d'élaboration. La structure porteuse de l'élaboration et de la mise en œuvre est l'établissement public territorial de bassin de la Dordogne (EPIDOR). Le SAGE « Isle - Dronne », dont le territoire regroupe les bassins versants de l'Isle et de la Dronne, d'une superficie de 7 500 km2, a été approuvé le 2 août 2021. La structure porteuse de l'élaboration et de la mise en œuvre est également l'EPIDOR. Ils définissent chacun sur leur territoire les objectifs généraux d’utilisation, de mise en valeur et de protection quantitative et qualitative des ressources en eau superficielle et souterraine, en respect des objectifs de qualité définis dans le troisième SDAGE  du Bassin Adour-Garonne qui couvre la période 2022-2027, approuvé le 10 mars 2022.
Au nord, environ 60 % du territoire communal dépend du SAGE Isle - Dronne. Au sud, la zone restante est rattachée à un autre SAGE, celui de Dordogne Atlantique.
La qualité des eaux de baignade et des cours d’eau peut être consultée sur un site dédié géré par les agences de l’eau et l’Agence française pour la biodiversité.

### Climat
Pour des articles plus généraux, voir Climat de la Nouvelle-Aquitaine et Climat de la Dordogne.
Historiquement, la commune est exposée à un climat océanique aquitain.  
En 2020, Météo-France publie une typologie des climats de la France métropolitaine dans laquelle la commune est exposée à un climat océanique et est dans la région climatique  Aquitaine, Gascogne, caractérisée par une pluviométrie abondante au printemps, modérée en automne, un faible ensoleillement au printemps, un été chaud (19,5 °C), des vents faibles, des brouillards fréquents en automne et en hiver et des orages fréquents en été (15 à 20 jours).
Pour la période 1971-2000, la température annuelle moyenne est de 12,7 °C, avec  une amplitude thermique annuelle de 14,9 °C. Le cumul annuel moyen de précipitations est de 856 mm, avec 11,8 jours de précipitations en janvier et 7,1 jours en juillet. Pour la période 1991-2020, la température moyenne annuelle observée sur la station météorologique la plus proche, située sur la commune de Port-Sainte-Foy-et-Ponchapt à 17 km à vol d'oiseau, est de 13,8 °C et le cumul annuel moyen de précipitations est de 809,4 mm,. Pour l'avenir, les paramètres climatiques de la commune estimés pour 2050 selon différents scénarios d’émission de gaz à effet de serre sont consultables sur un site dédié publié par Météo-France en novembre 2022.

## Urbanisme

### Typologie
Au 1er janvier 2024, Villefranche-de-Lonchat est catégorisée commune rurale à habitat dispersé, selon la nouvelle grille communale de densité à 7 niveaux définie par l'Insee en 2022.
Elle est située hors unité urbaine et hors attraction des villes,.

### Occupation des sols
L'occupation des sols de la commune, telle qu'elle ressort de la base de données européenne d’occupation biophysique des sols Corine Land Cover (CLC), est marquée par l'importance des territoires agricoles (61,8 % en 2018), en diminution par rapport à 1990 (67 %). La répartition détaillée en 2018 est la suivante : 
zones agricoles hétérogènes (40,1 %), forêts (33,1 %), cultures permanentes (20,6 %), zones urbanisées (4,9 %), prairies (1 %), eaux continentales (0,2 %). L'évolution de l’occupation des sols de la commune et de ses infrastructures peut être observée sur les différentes représentations cartographiques du territoire : la carte de Cassini (XVIIIe siècle), la carte d'état-major (1820-1866) et les cartes ou photos aériennes de l'IGN pour la période actuelle (1950 à aujourd'hui).

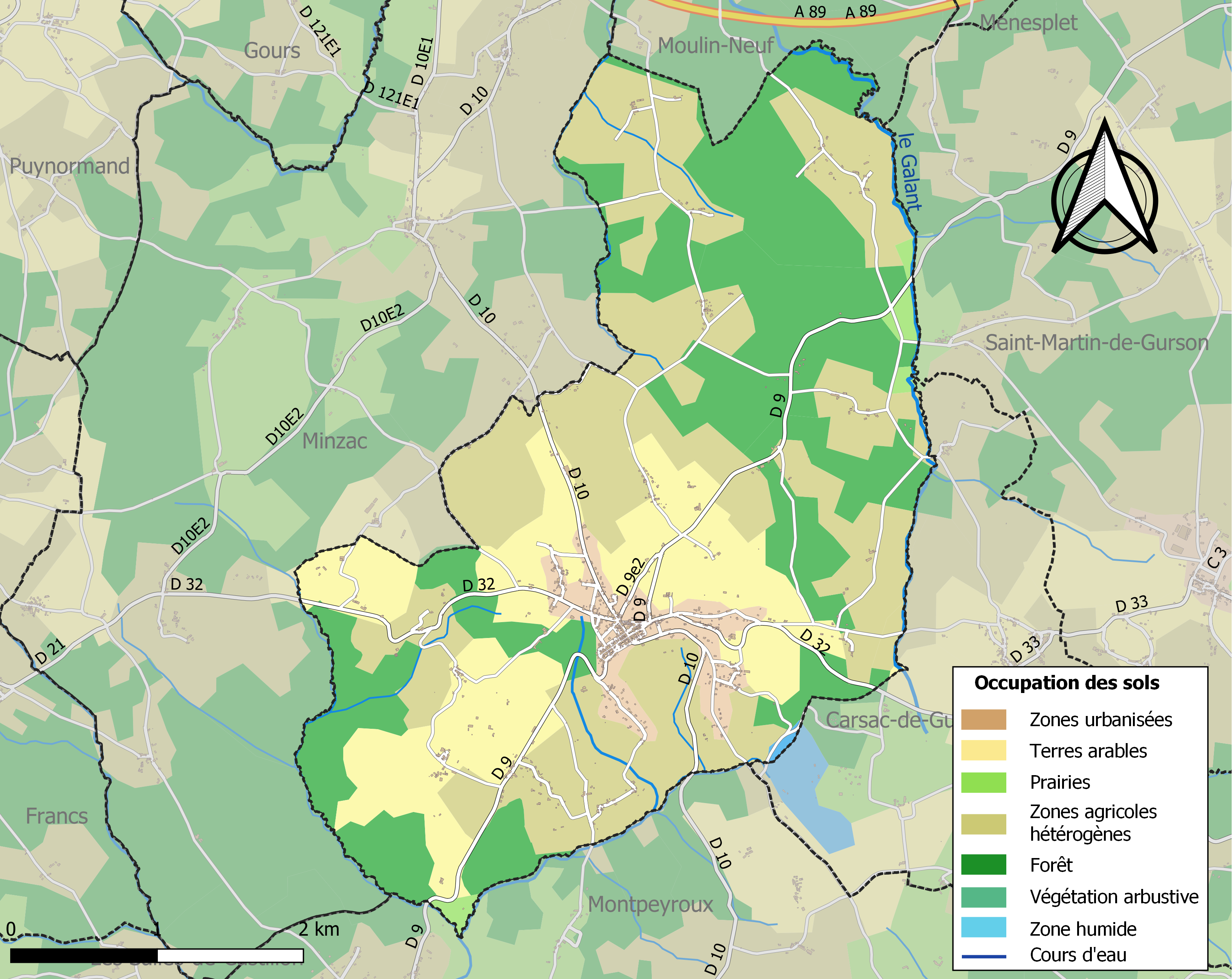
Carte des infrastructures et de l'occupation des sols de la commune en 2018 (CLC).

### Prévention des risques
Le territoire de la commune de Villefranche-de-Lonchat est vulnérable à différents aléas naturels : météorologiques (tempête, orage, neige, grand froid, canicule ou sécheresse), feux de forêts, mouvements de terrains et séisme (sismicité très faible). Un site publié par le BRGM permet d'évaluer simplement et rapidement les risques d'un bien localisé soit par son adresse soit par le numéro de sa parcelle.
Villefranche-de-Lonchat est exposée au risque de feu de forêt. L’arrêté préfectoral du 14 mars 2013 fixe les conditions de pratique des incinérations et de brûlage dans un objectif de réduire le risque de départs d’incendie. À ce titre, des périodes sont déterminées : interdiction totale du 15 février au 15 mai et du 15 juin au 15 octobre, utilisation réglementée du 16 mai au 14 juin et du 16 octobre au 14 février. En septembre 2020, un plan inter-départemental de protection des forêts contre les incendies (PidPFCI) a été adopté pour la période 2019-2029,.

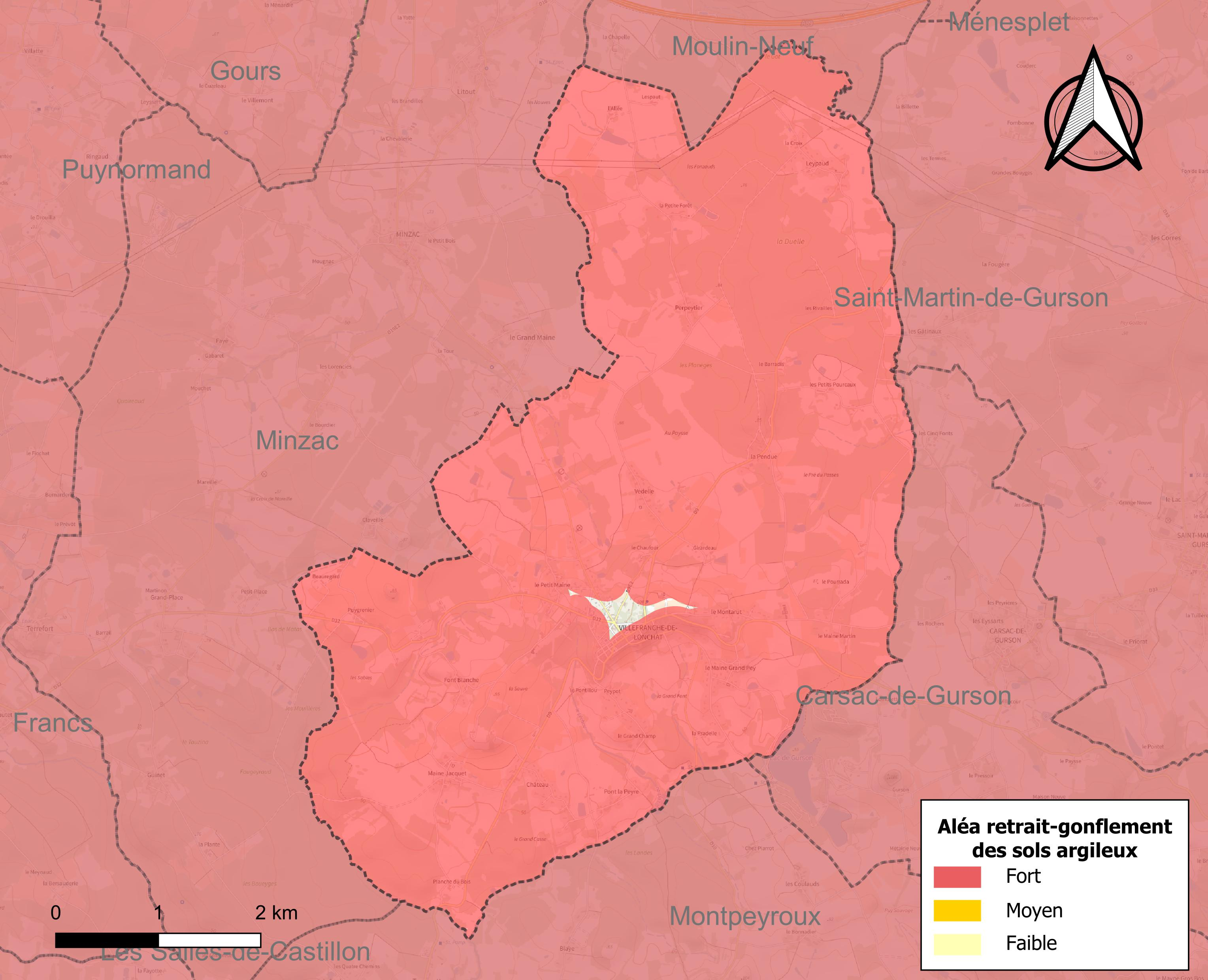
Carte des zones d'aléa retrait-gonflement des sols argileux de Villefranche-de-Lonchat.

Les mouvements de terrains susceptibles de se produire sur la commune sont des tassements différentiels. Le retrait-gonflement des sols argileux est susceptible d'engendrer des dommages importants aux bâtiments en cas d’alternance de périodes de sécheresse et de pluie. 99,5 % de la superficie communale est en aléa moyen ou fort (58,6 % au niveau départemental et 48,5 % au niveau national métropolitain). Depuis le 1er octobre 2020, en application de la loi ÉLAN, différentes contraintes s'imposent aux vendeurs, maîtres d'ouvrages ou constructeurs de biens situés dans une zone classée en aléa moyen ou fort,.
La commune a été reconnue en état de catastrophe naturelle au titre des dommages causés par les inondations et coulées de boue survenues en 1982, 1983, 1999 et 2002, par la sécheresse en 1989, 1991, 1992, 1995, 2005 et 2011 et par des mouvements de terrain en 1999.

## Toponymie
En occitan, la commune porte le nom de Vilafrancha de Lochac ou Vilafrancha de Lopchac.

## Histoire
Une villa gallo-romaine est à l'origine de Lonchat. Elle était située à 500 m de l'église paroissiale actuelle. D'après les premiers recensements effectués en Gaule, elle appartenait à un certain Lupius qui a donné son nom au lieu. Celui-ci a été déformé au cours du temps, pour donner successivement Lupiac (Lupiacum), puis Lopchac, Longchat, finalement Lonchat.
Avec la christianisation de la Gaule, les grands propriétaires terriens ont dû construire des oratoires pour assurer le culte sur leurs domaines. Ce premier oratoire a été détruit par les Normands, au IXe siècle. Ils se sont probablement installés sur les hauteurs, entre Dordogne et Isle, sur le Puynormand, proche de Villefranche-de-Lonchat.
À partir de l'an Mil, les invasions cessant, les églises ont été reconstruites. Il existe une église dédiée à Notre-Dame à Lupiac au XIe siècle d'après les chartes se trouvant dans le cartulaire de l'abbaye de La Sauve-Majeure. En 1117, Guillaume d'Auberoche, évêque de Périgueux, remet l'église à Geoffroy Ier, 4e abbé de La Sauve-Majeure. Son successeur, Geoffroy II, élu évêque de Bazas en 1126, augmente ou fait confirmer les possessions de l'abbaye à Lopchac où est établi un prieuré. Il se fait donner par Guillaume Aimon, viguier de Lopchac, le droit de justice et tout ce qu'il possédait sur la manse de Lopchac proche de l'église « dont sa grand-mère Garsende de Lussac avait donné sa part à l'église Sainte-Marie de Lupiac ».
Édouard Ier fonde une bastide anglaise en 1287, sur un tènement proche de l'église pouvant être facilement fortifié qui a reçu le nom de bastida de Lopiaci qui a pris le nom de Villefranche en 1301. La bastide s'est rapidement développée et les habitants ont réclamé une chapelle dans la bastide, ce qui leur a été accordé en 1305. Le roi fait don « à ses gens de Villefranche d'une maison à démolir dans sa propre forêt de Lespaut pour construire une chapelle dans la ville ». L. Gardeau et A. Lagarde supposent que les habitants de Villefranche ont reconstruit en même temps l'église paroissiale, de concert avec l'évêque. L'église paroissiale est dédiée à Notre-Dame et la chapelle dans la ville à Sainte-Anne. Les évêques de Périgueux ont essayé de s'implanter dans l'église paroissiale d'où de nombreux procès qui leur sont faits par l'abbaye de La Sauve-Majeure.

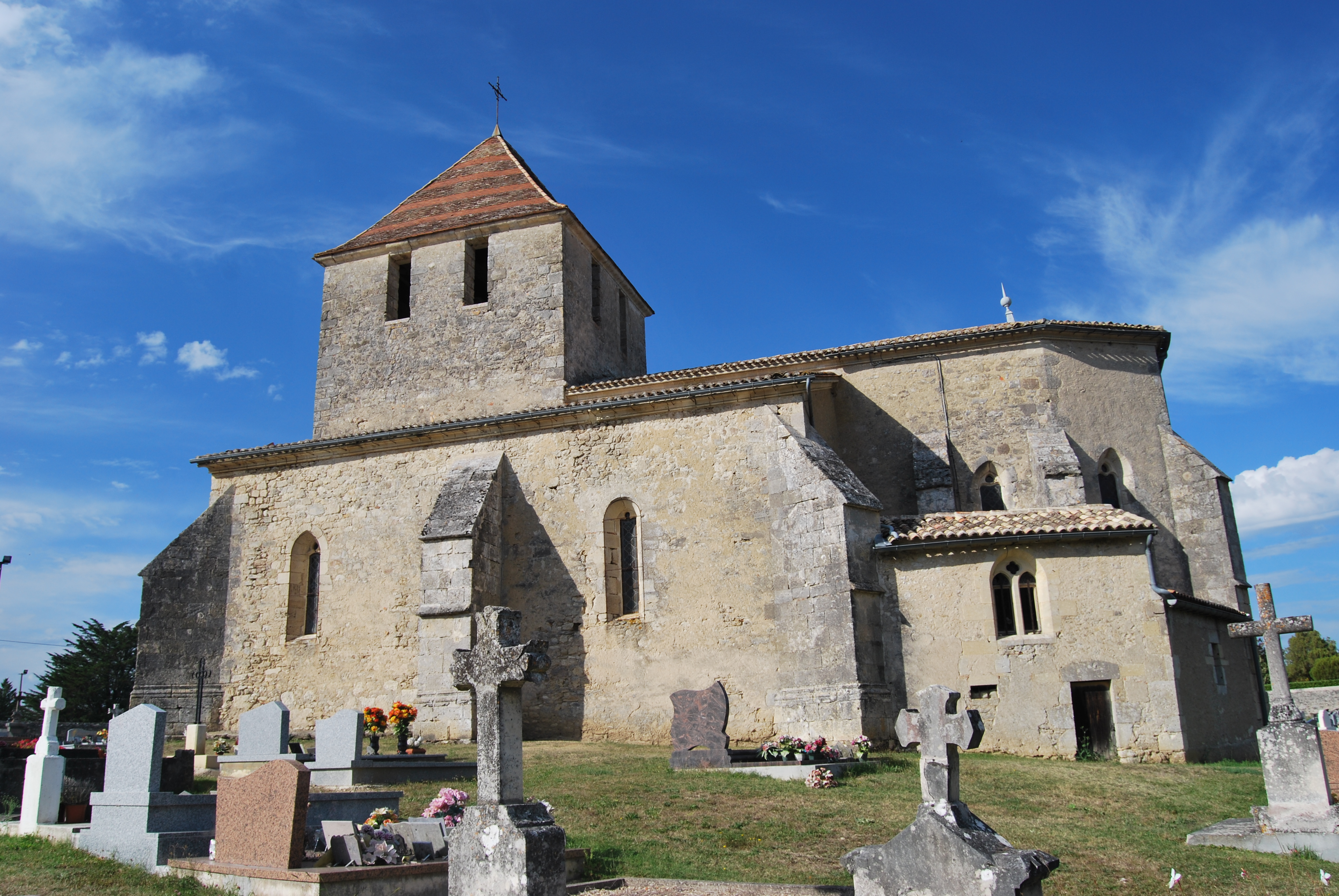
Église Notre-Dame de l'Assomption.
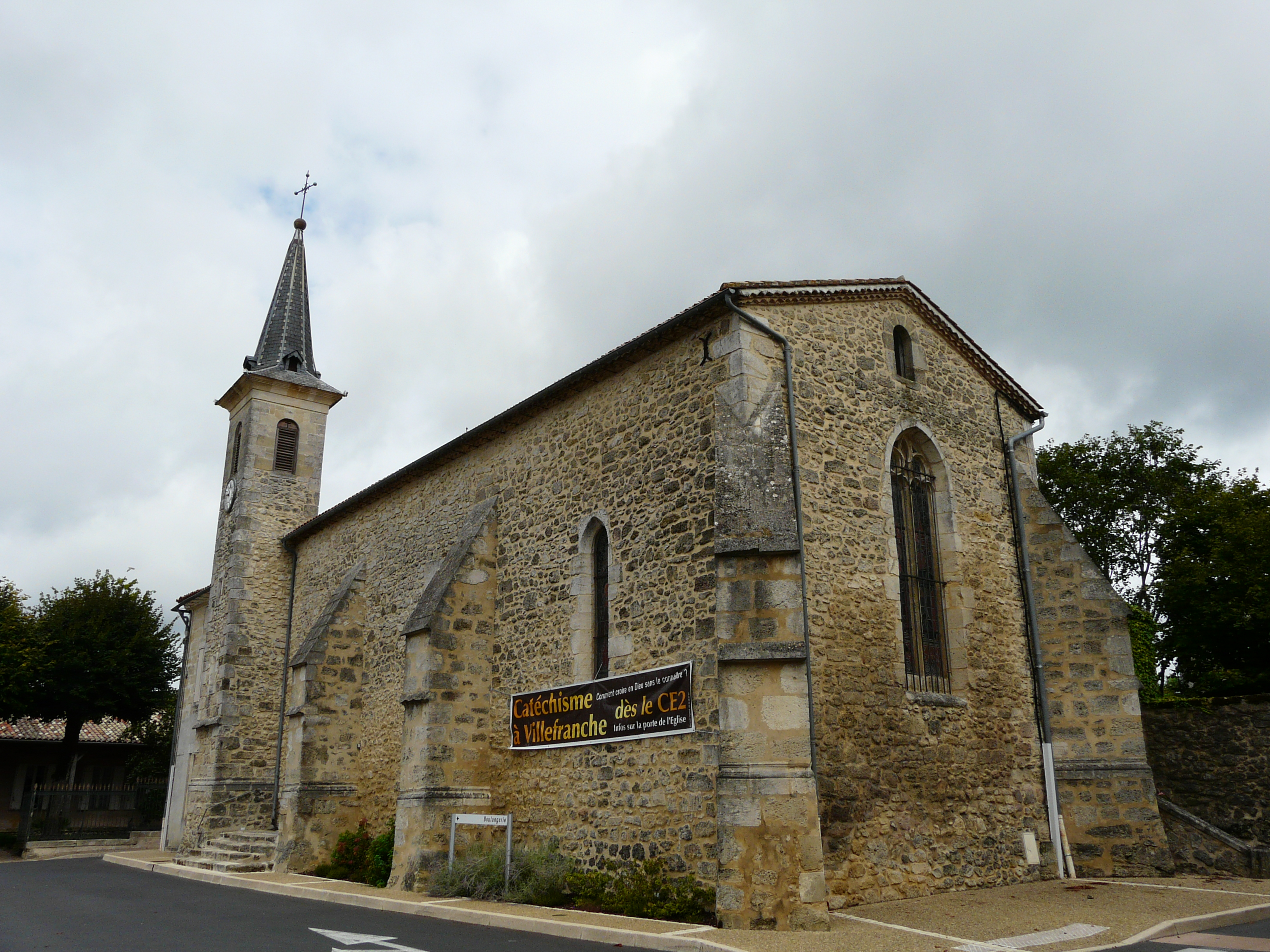
Chapelle Sainte-Anne.

Le 15 mai 1341, le roi d'Angleterre et duc d'Aquitaine Édouard III donne à titre perpétuel la seigneurie de Puynormand et la bastide de Villefranche-de-Lonchat à Bérard Ier de Vayres, cadet de la famille d'Albret, pour le récompenser et parce qu'il lui doit des arriérés de gages et de rentes. 
Le prieuré de l'abbaye de La Sauve-Majeure a disparu, probablement au cours de la guerre de Cent Ans. L'église a été restaurée par les moines de l'abbaye de La Sauve-Majeure après 1463. L'église a encore été endommagée pendant les guerres de Religion car elle est décrite « en très mauvais état...le clocher  et partie de l'église sont découverts » en 1624. Le procès-verbal canonique de 1688 précise que la voûte est tellement ruinée qu'il n'en reste que quelques arceaux.
En 1953, le nom de la commune de Villefranche-de-Longchapt a été modifié en Villefranche-de-Lonchat.

## Politique et administration

### Rattachements administratifs
Dès 1790, la commune de Villefranche est le chef-lieu du canton du même nom qui dépend du district de Mussidan jusqu'en 1795, date de suppression des districts. En 1801, le canton est rattaché à l'arrondissement de Bergerac. Le nom de la commune évolue (Villefranche-de-Loupchapt en 1801 puis Villefranche-de-Longchapt et enfin Villefranche-de-Lonchat en 1953), et celui de son canton de manière similaire.
Dans le cadre de la réforme de 2014 définie par le décret du 21 février 2014, ce canton disparaît aux élections départementales de mars 2015. La commune est alors rattachée au canton du Pays de Montaigne et Gurson, dont le bureau centralisateur est fixé à Port-Sainte-Foy-et-Ponchapt.

### Intercommunalité
Fin 2001, Villefranche-de-Lonchat intègre dès sa création la communauté de communes du Gursonnais dont elle est le siège. Celle-ci est dissoute au 31 décembre 2012 et remplacée au 1er janvier 2013 par la communauté de communes Montaigne Montravel et Gurson dont le siège est à Vélines.

### Administration municipale
La population de la commune étant comprise entre 500 et 1 499 habitants au recensement de 2017, quinze conseillers municipaux ont été élus en 2020,.

### Liste des maires
| Période                                  | Période  | Identité        | Étiquette  | Qualité                                                                                |
| ---------------------------------------- | -------- | --------------- | ---------- | -------------------------------------------------------------------------------------- |
| Les données manquantes sont à compléter. |          |                 |            |                                                                                        |
|                                          |          |                 |            |                                                                                        |
| avant 1934                               | ?        | Gabriel Conquet | Radical    | Médecin Conseiller général du canton de Villefranche-de-Lonchat (1934-1940, 1945-1949) |
|                                          |          |                 |            |                                                                                        |
| 1975                                     | 1995     | Roger Guionneau | RPR        | Conseiller général du canton de Villefranche-de-Lonchat (1973-1999)                    |
|                                          |          |                 |            |                                                                                        |
| mars 2001 (réélu en mai 2020)            | En cours | Gilles Taverson | SE puis PS | Employé à France Télécom                                                               |

## Équipements et services publics

### Justice
En 2023, dans le domaine judiciaire, Villefranche-de-Lonchat relève : 
- du tribunal judiciaire, du tribunal pour enfants, du conseil de prud'hommes et du tribunal de commerce de Bergerac ;
- du pôle Nationalité du tribunal judiciaire de Périgueux (compétent uniquement dans le domaine de la nationalité) ;
- de la cour d'appel, du tribunal administratif et de la  cour administrative d'appel de Bordeaux.

## Population et société

### Démographie
L'évolution du nombre d'habitants est connue à travers les recensements de la population effectués dans la commune depuis 1793. Pour les communes de moins de 10 000 habitants, une enquête de recensement portant sur toute la population est réalisée tous les cinq ans, les populations de référence des années intermédiaires étant quant à elles estimées par interpolation ou extrapolation. Pour la commune, le premier recensement exhaustif entrant dans le cadre du nouveau dispositif a été réalisé en 2004.

En 2022, la commune comptait 956 habitants, en évolution de −1,75 % par rapport à 2016 (Dordogne : +0,37 %, France hors Mayotte : +2,11 %).
| 1793 | 1800 | 1806 | 1821 | 1831  | 1836 | 1841 | 1846 | 1851 |
| ---- | ---- | ---- | ---- | ----- | ---- | ---- | ---- | ---- |
| 666  | 746  | 807  | 803  | 1 120 | 786  | 785  | 742  | 786  |

| 1856 | 1861 | 1866 | 1872 | 1876 | 1881 | 1886 | 1891 | 1896 |
| ---- | ---- | ---- | ---- | ---- | ---- | ---- | ---- | ---- |
| 855  | 904  | 865  | 900  | 927  | 930  | 930  | 847  | 903  |

| 1901 | 1906  | 1911 | 1921 | 1926 | 1931 | 1936 | 1946 | 1954 |
| ---- | ----- | ---- | ---- | ---- | ---- | ---- | ---- | ---- |
| 972  | 1 004 | 997  | 893  | 903  | 892  | 845  | 885  | 924  |

| 1962 | 1968 | 1975 | 1982 | 1990 | 1999 | 2004 | 2006 | 2009 |
| ---- | ---- | ---- | ---- | ---- | ---- | ---- | ---- | ---- |
| 814  | 814  | 740  | 801  | 735  | 786  | 805  | 838  | 923  |

| 2014 | 2019 | 2022 | - | - | - | - | - | - |
| ---- | ---- | ---- | - | - | - | - | - | - |
| 952  | 972  | 956  | - | - | - | - | - | - |

### Manifestations culturelles et festivités
- Depuis 2004, Fête cantonale un dimanche de fin juillet (19e édition en 2025 avec défilé de chars préparés par seize communes du canton du Pays de Montaigne et Gurson[59]).
- À l'automne, festival de théâtre « Rencontre » sur trois jours (14e édition en 2024)[60].

## Économie

### Emploi
En 2015, parmi la population communale comprise entre 15 et 64 ans, les actifs représentent 443 personnes, soit 46,3 % de la population municipale. Le nombre de chômeurs (85) a fortement augmenté par rapport à 2010 (44) et le taux de chômage de cette population active s'établit à 19,3 %.

### Établissements
Au 31 décembre 2015, la commune compte 88 établissements, dont trente-sept au niveau des commerces, transports ou services, dix-sept relatifs au secteur administratif, à l'enseignement, à la santé ou à l'action sociale, quinze dans l'agriculture, la sylviculture ou la pêche, treize dans la construction, et six dans l'industrie.

## Culture locale et patrimoine

### Lieux et monuments
- Château de Mondésir, XVIIIe siècle

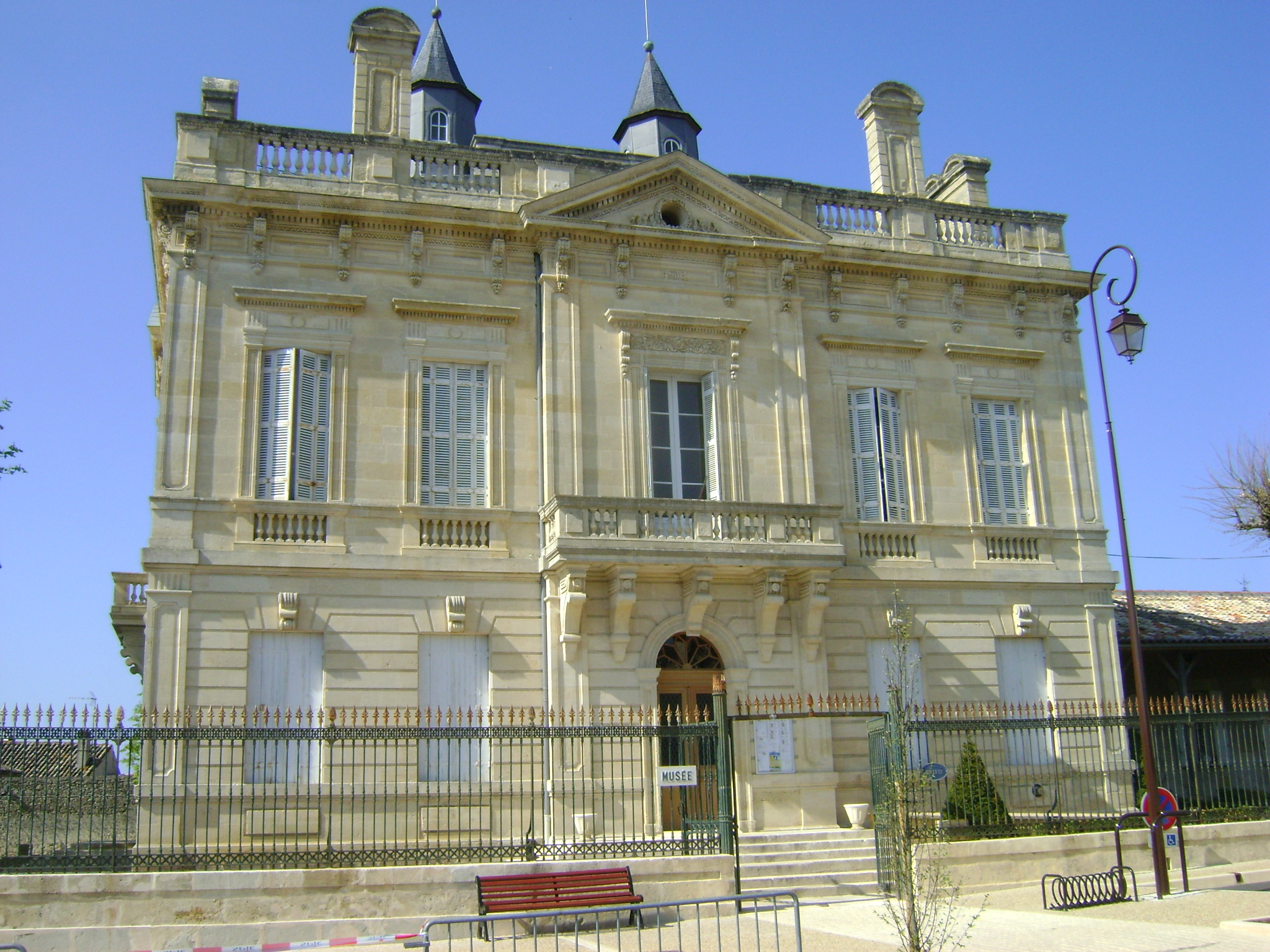
La mairie de Villefranche-de-Lonchat.

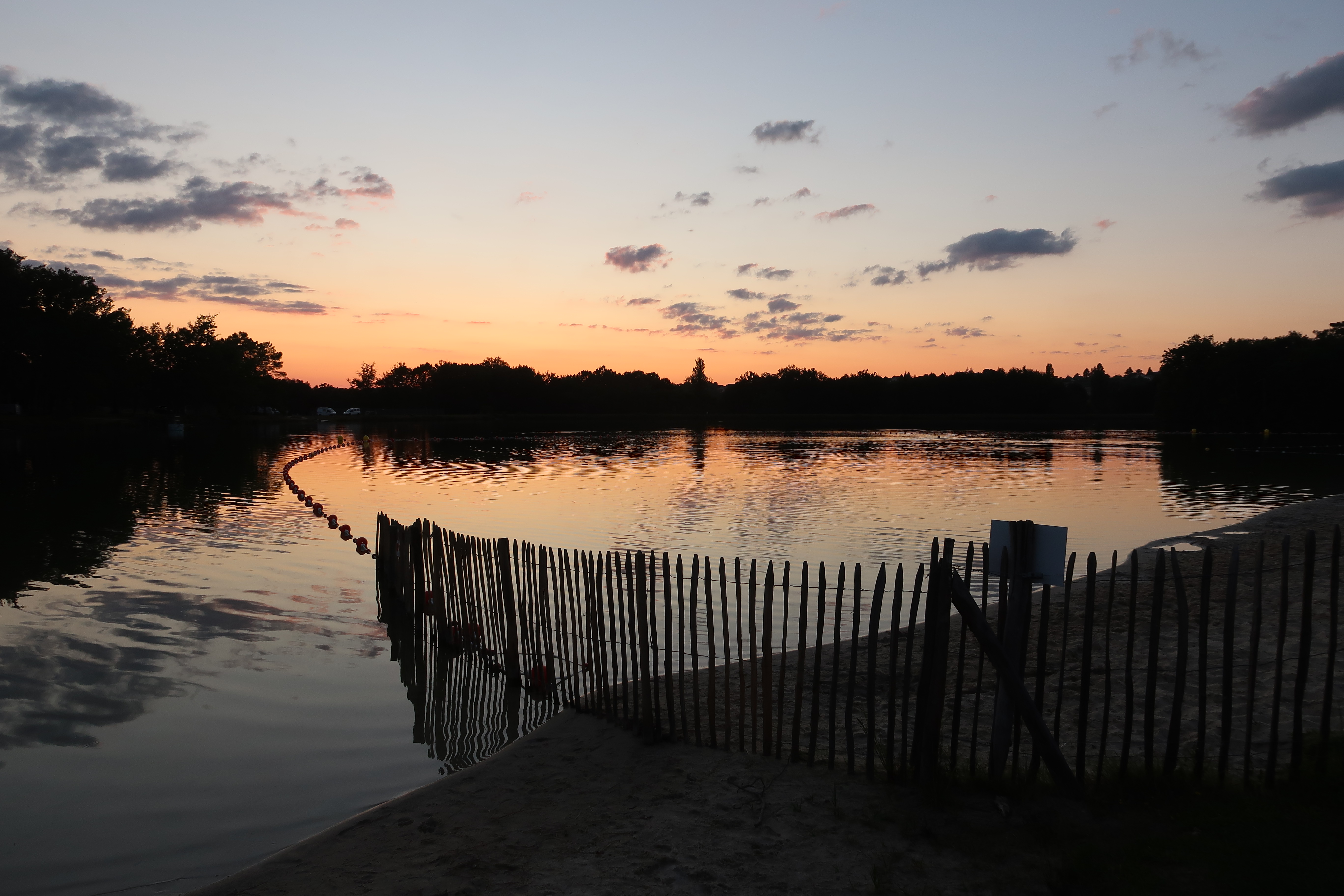
Lac de Gurson.

- Église Notre-Dame-de-l'Assomption des XIIe et XIVe siècles, inscrite au titre des monuments historiques depuis 1948[64]. Elle est située au centre du cimetière, à l'ouest de la bastide.
- Chapelle Sainte-Anne du XIVe siècle, dans la bastide, à côté de la mairie.
- Mairie, XIXe siècle, inscrite au titre des monuments historiques depuis 2002[65]. Elle abrite un musée municipal.
- Moulin de Westphalie.
- En limite sud-est de la commune, la rive nord-ouest du lac de Gurson fait partie du territoire communal ; la base de loisirs de ce plan d'eau est accessible depuis la commune voisine de Carsac-de-Gurson. Le projet naît en 1966 quand Jean Germain de la Tour de Gurson crée des gîtes à la ferme et envisage d'y ajouter un étang pour que ses pensionnaires puissent pêcher et se baigner (depuis, le lac est accessible à tous, sans séjour dans ces gîtes). En lien avec les autorités politiques locales, le projet nécessite l'aménagement de 43 hectares de forêt pour creuser un lac de dix hectares, ainsi que la construction d'un village-retraite et l'installation d'un terrain de camping. Le lac de Gurson est inauguré en juin 1970[66]. Ouvert gratuitement toute l'année, il propose plusieurs activités : baignade surveillée (entre mi-juin et le 1er septembre), aires de jeux, beach-volley, pêche, activités nautiques ou encore randonnée. Un camping et des gîtes se trouvent à proximité. Le site est labellisé Pavillon bleu depuis 2015 et Tourisme et Handicap depuis 2016[67].

### Personnalités liées à la commune
- Aimoin de Fleury, (950-1008), moine et historien, est peut-être né à Villefranche[68]. L'historien Guy Penaud (1943-), indique qu'Aimoin est né dans un lieu appelé Ad Francos correspondant soit à la commune de Francs, actuellement en Gironde mais faisant partie antérieurement du Périgord, soit à celle de Villefranche-de-Lonchat[69].
- Jean-Eugène Dezeimeris y est né en 1799[70].

### Héraldique
| Blason de Villefranche-de-Lonchat | Blason  | De gueules aux trois léopards d'or passant l'un sur l'autre. |
| Blason de Villefranche-de-Lonchat | Détails | Le statut officiel du blason reste à déterminer.             |

## Pour approfondir